# Château de Gaesbeek
Le domaine de la forteresse de Gaesbeek ou Gaasbeek (Lennik) se trouve au cœur du Pajottenland, à proximité de Bruxelles.

## Historique et description
Un premier château fut édifié vers 1240 pour protéger Bruxelles et le duché de Brabant qui se sentaient menacés par le comté de Hainaut et le comté de Flandre. Ce sont pourtant les Bruxellois qui détruisirent le château en 1388, en représailles à l'assassinat d'Éverard t'Serclaes, par les hommes de main de Sweder d'Abcoude.
Au début de 1500, la Maison de Hornes construisit un château en briques sur les vestiges de la citadelle médiévale. En 1565, le comte d’Egmont acquit le domaine de Gaasbeek comprenant le château et 17 villages. Egmont fut décapité à Bruxelles en 1568, condamné par un tribunal d'exception (Conseil des troubles) sous le gouvernement du roi d’Espagne Philippe II. 

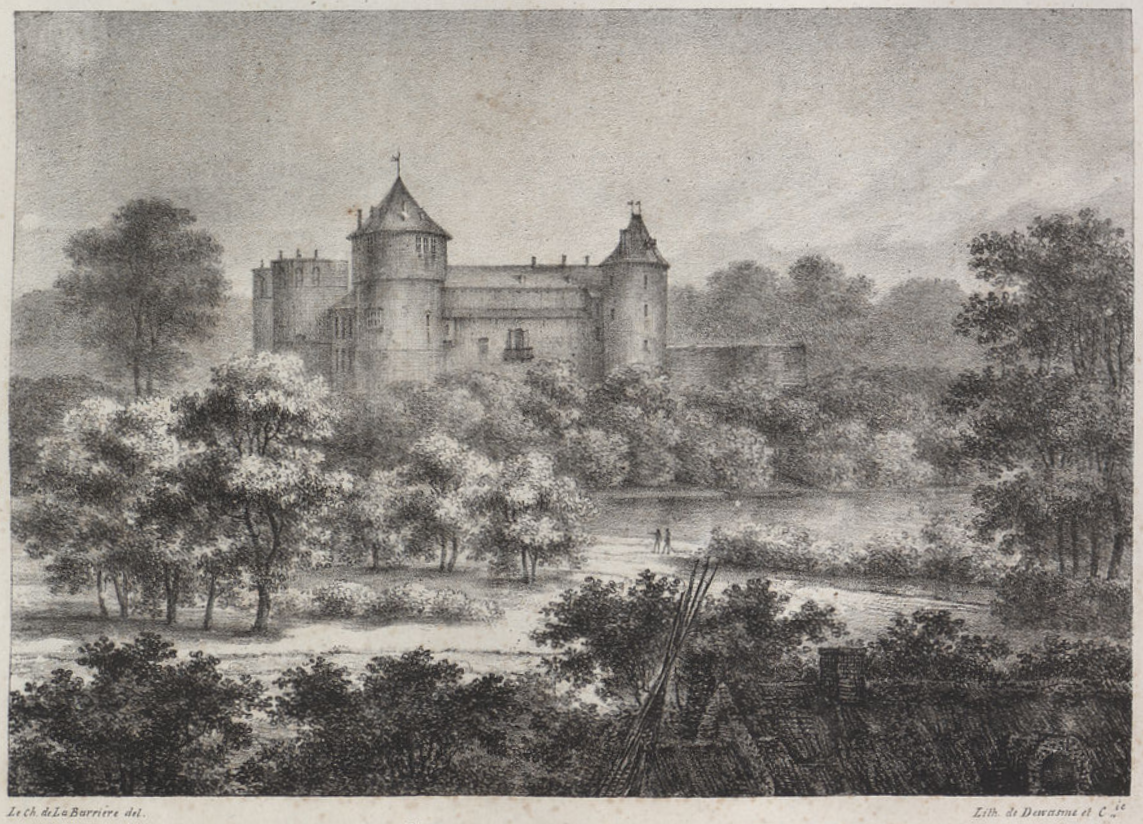
Le château selon une lithographie de Prosper de la Barrière (1823).

Au cours des siècles suivants, le château est habité et reconstruit par de puissantes familles. Au XIXe siècle il appartenait à la famille Arconati-Visconti, Giuseppe Arconati Visconti y séjourna après avoir fui les répressions autrichiennes à la suite du Mouvement Constitutionnel (1820/21) . Il a accueilli beaucoup de ces carbonaristes comme Giovanni Berchet, Federico Confalonieri, Giovita Scalvini, Giovanni Arrivabene ou Vincenzo Gioberti pendant leur exil. Le fils de Giuseppe, Gianmartino en hérita. Il a acquis sa forme romantique actuelle principalement durant la restauration entre 1887 et 1898 sous l’impulsion de la marquise Arconati-Visconti, épouse de Gianmartino, qui fit de Gaasbeek un lieu de rencontre culturelle entre artistes, intellectuels et gens de lettres. 
Le domaine est légué en 1923 à l'État Belge au décès de la marquise. Depuis 1980, le château appartient à la Communauté flamande et abrite un prestigieux musée qui recèle une importante collection d’œuvres d’art et d’objets historiques, qui témoignent du riche passé de la forteresse.
Les visiteurs en transports en commun accèdent à ce lieu de promenade au départ de la gare du Midi ou du métro Érasme par le bus 142, arrêt Gaasbeek Kasteel.

## Galerie de photos

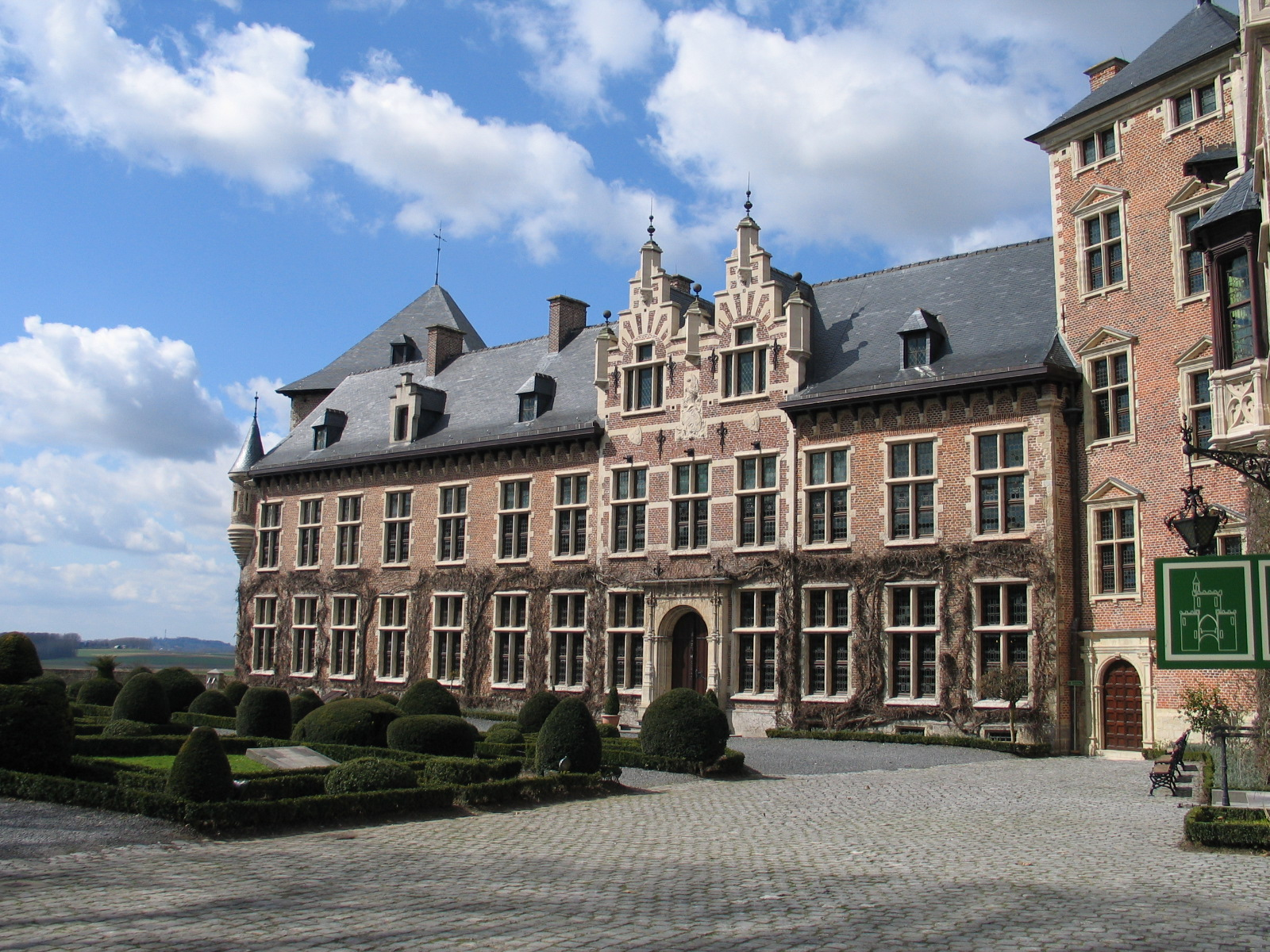
Façade arrière de l'aile droite
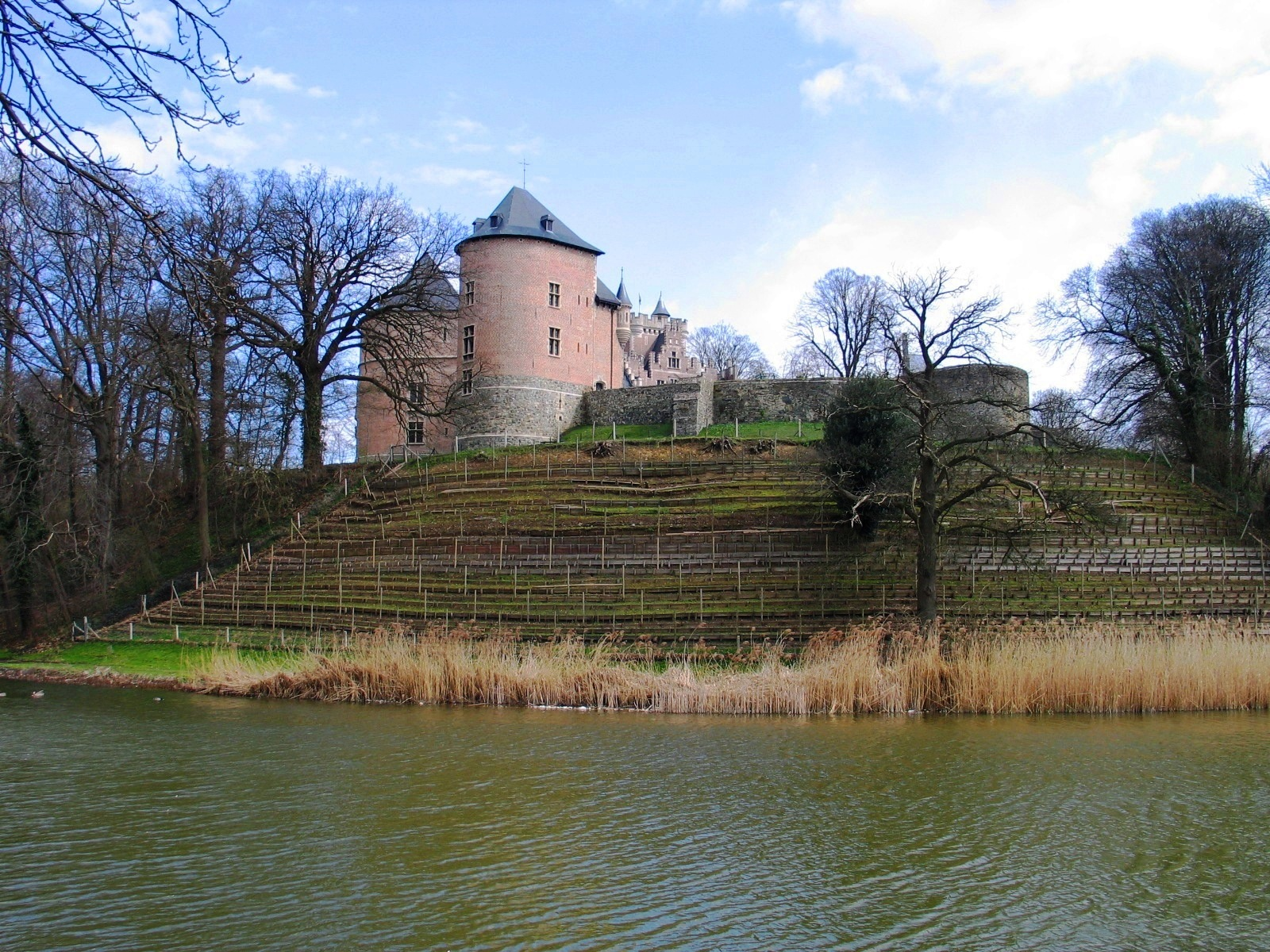
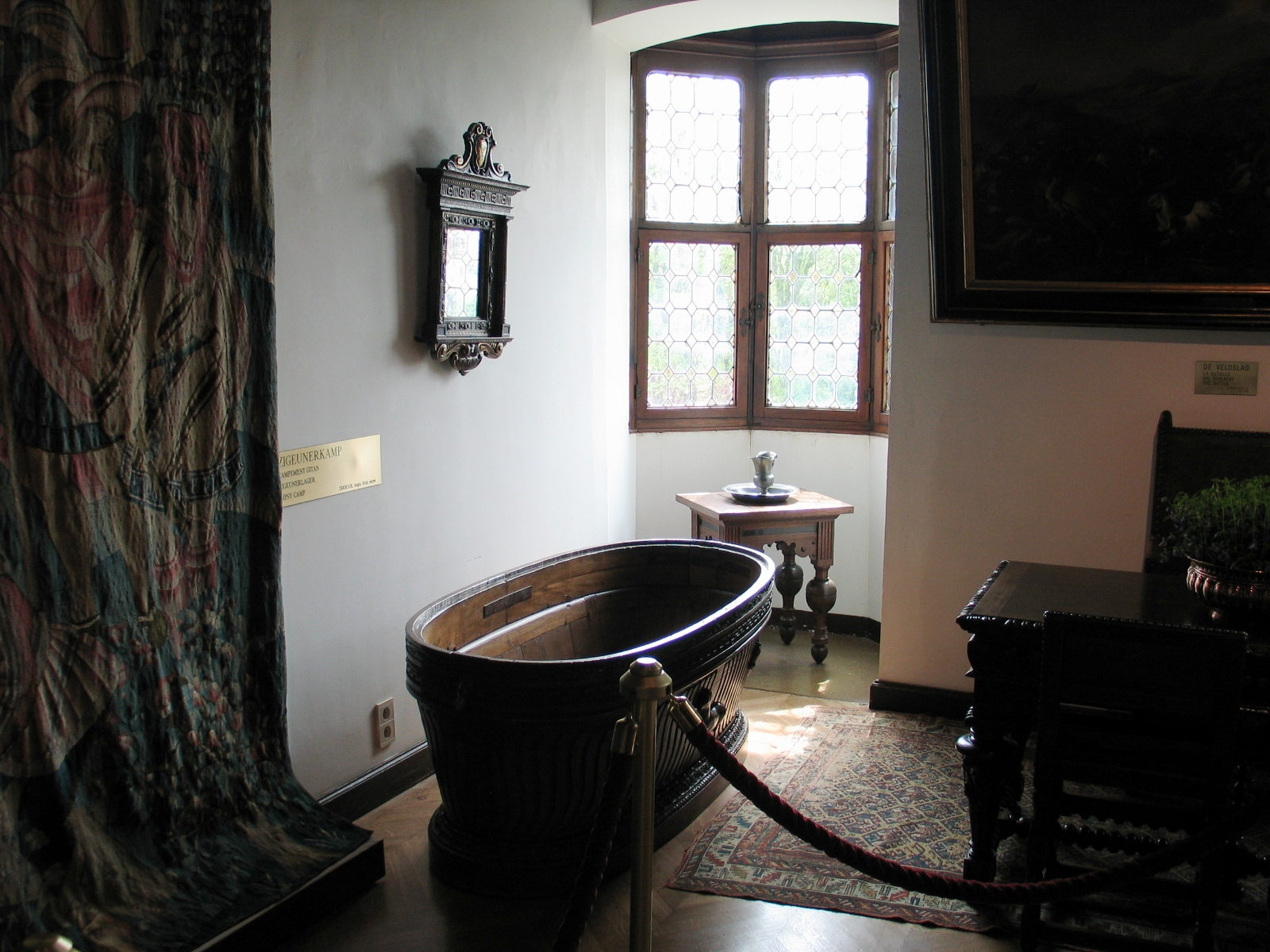
Baignoire en bois
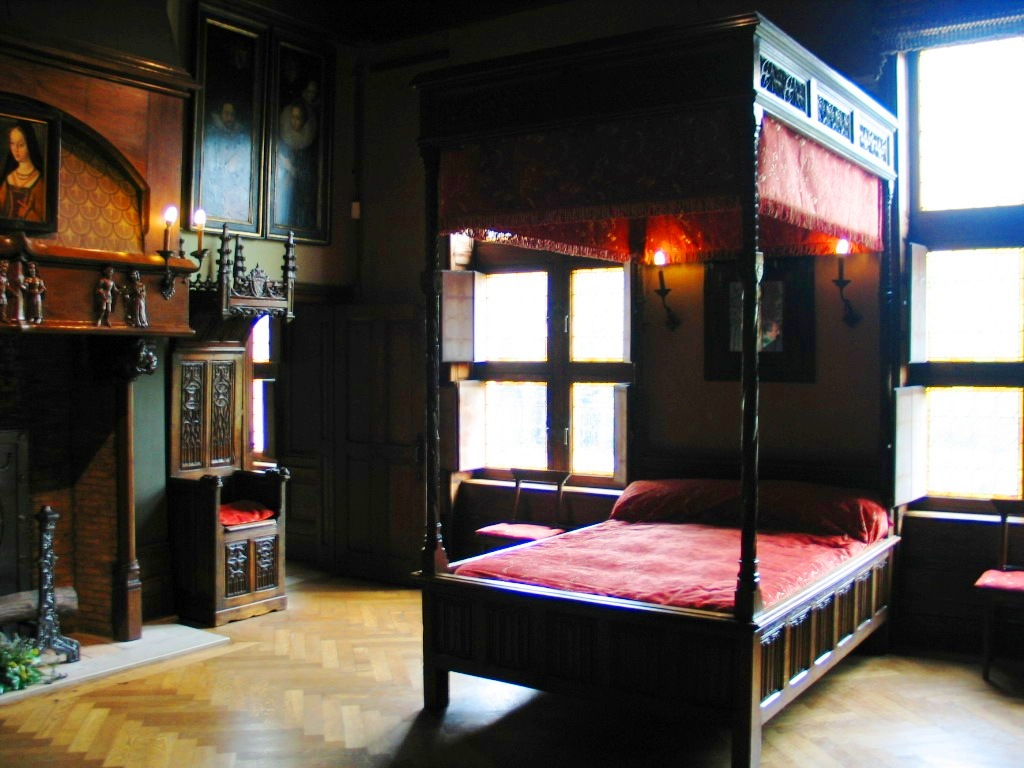
Une chambre
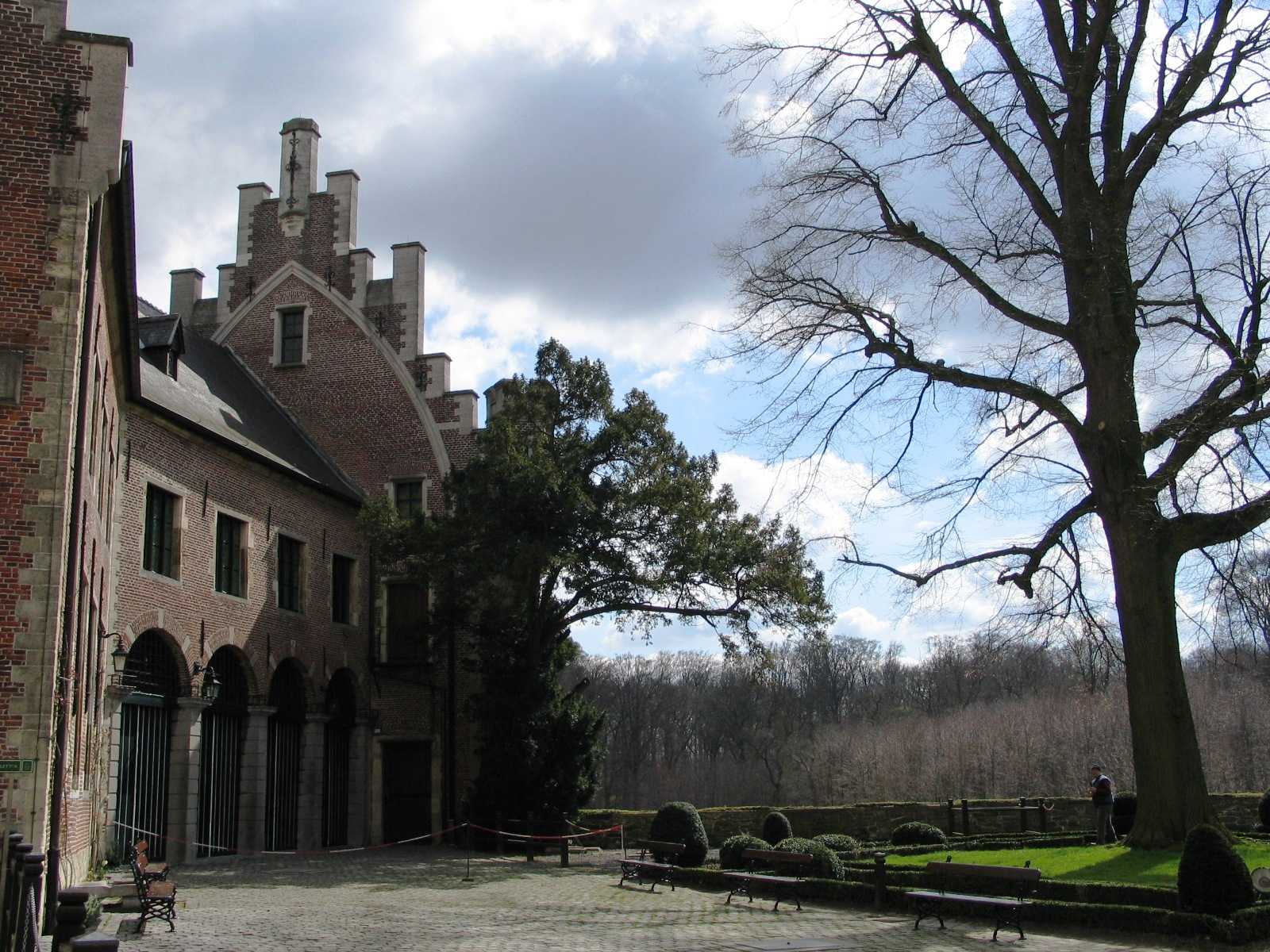
Façade arrière de l'aile gauche
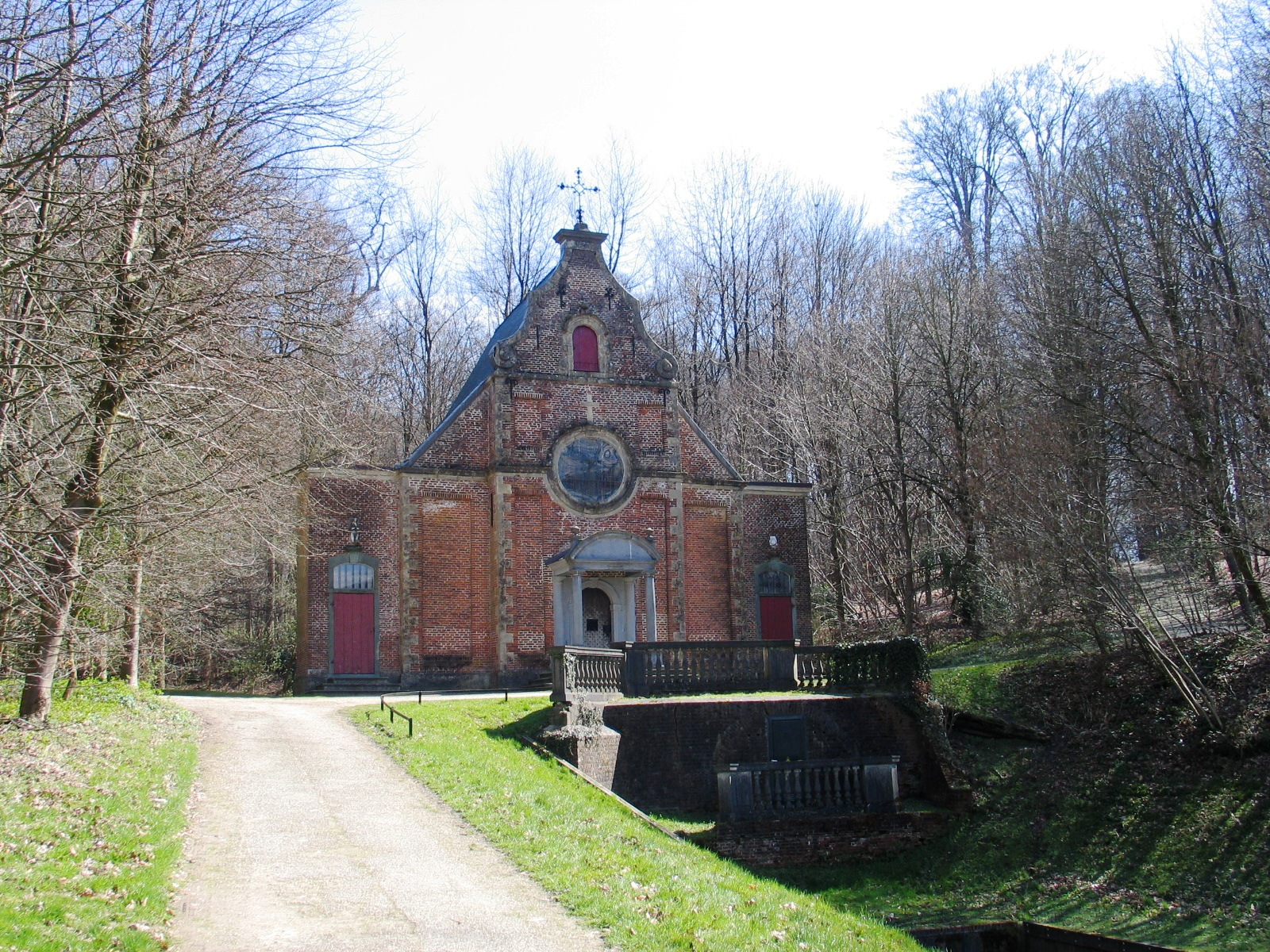
Chapelle Sainte-Gertrude
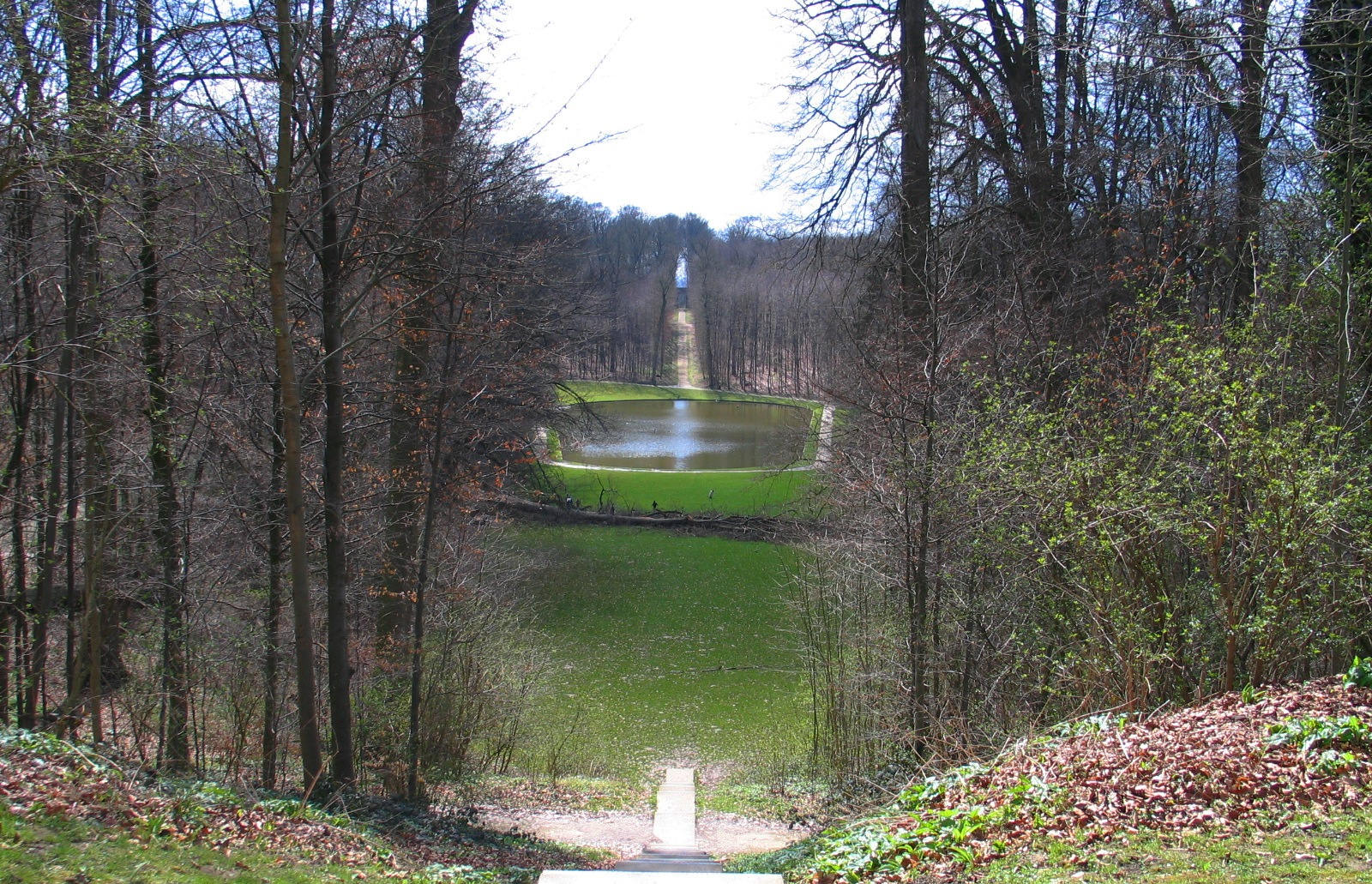
Le parc